# Anisodes indecisa
Anisodes indecisa là một loài bướm đêm trong họ Geometridae.